# Laura Delgado Dueñas
Pour les articles homonymes, voir Delgado et Dueñas (homonymie).
Pas d'image ? Cliquez ici

a Compétitions nationales et continentales officielles uniquement.

b Matchs officiels uniquement.
Laura Delgado Dueñas, née le 7 avril 1990 à Jerez de la Frontera (Espagne), est une joueuse internationale espagnole de rugby à XV qui évolue au poste de pilier. Elle joue en Angleterre en 2024-2025, avec les Harlequins.

## Biographie
Née le 4 avril 1990 à Jerez de la Frontera en Espagne, Laura « Bimba » Delgado grandit dans une famille d'athlètes qui la pousse immédiatement vers ce sport. Elle pratique le lancer du poids jusqu'à ses 18 ans, quand elle se blesse lors d'un accident de moto. C'est alors qu'elle découvre le rugby sur les conseils d'une amie, avec le club de Cadix. Immédiatement passionnée, elle abandonne l’athlétisme au grand dam de ses parents et de son entraineur. De plus, le club de Cadix ne jouant que du rugby à 10, elle doit partir à Madrid pour jouer à XV. Ses mensurations lui valent d'être immédiatement placée en première ligne.[réf. nécessaire]
Elle tient son surnom « Bimba » de ses tous premiers matchs. À chaque charge balle en main, le public s'exclamait « bimba ! », une onomatopée qui pourrait se traduire par « boum ».[réf. nécessaire]
Blessée, elle n'est pas disponible pour la Coupe du monde 2014. Elle fait ses débuts internationaux avec l'équipe d'Espagne l'année suivante, contre les Pays-Bas.
En 2016, elle rejoint le Tarbes Pyrénées rugby en Élite 2.
Elle est nommée capitaine de l'équipe d'Espagne qu'elle mène à la Coupe du monde 2017.
En 2019, elle part jouer en Angleterre, avec le Darlington Mowden Park RFC (en).[réf. nécessaire] La saison suivante, elle signe avec les Exeter Chiefs.[réf. nécessaire] Elle y reste deux saisons et remporte la Coupe d'Angleterre 2022.
L'Espagne ne s'étant pas qualifiée pour la Coupe du monde 2021, elle tente de jouer en Nouvelle-Zélande : elle envoie un CV sportif à la fédération de Hawke's Bay qui accepte de l'accueillir tout en l'avertissant que les joueuses de Farah Palmer Cup ne sont pas rémunérées, et qu'elle n'a aucune garantie d'avoir une place dans l'effectif. Elle intègre l'équipe qui remporte le Championship (la deuxième division nationale). Elle est la première joueuse européenne à participer à un haka en Farah Palmer Cup.
Immédiatement après la saison néo-zélandaise, elle rejoint le Gloucester-Hartpury RFC. Elle y remporte le titre national, opposée à son ancien club des Exeter Chiefs en finale.
En 2023-2024, elle joue toujours à Gloucester-Hartpury mais porte aussi le maillot de la franchise fédérale des Iberians de Valence, au cours de deux rencontres contre les franchises italiennes des Zebre Parma et du Benetton Trévise. De retour en club, elle ne participe pas à la phase finale du championnat afin de participer au match de barrage pour le WXV contre le pays de Galles à Cardiff,. Ses entraineurs en club, Sean Lynn et Andrew Ford, sont venus la voir spécialement et à l'issue du match lui remettent sa médaille de championne d'Angleterre 2024 et un maillot du club.[réf. nécessaire]
En 2024, elle signe aux Harlequins. Durant le WXV, elle annonce sa décision de prendre sa retraite internationale à l'issue de la compétition, ou après la Coupe du monde si l'Espagne se qualifie.

## Palmarès

### En club
- Vainqueur de la Coupe d'Angleterre en 2022.
- Vainqueur de la Farah Palmer Cup Championship en 2022.
- Vainqueur du Championnat d'Angleterre en 2023 et 2024.

### En équipe nationale
- Vainqueur du Championnat d'Europe en 2016, 2018, 2019, 2020, 2022, 2023, 2024 et 2025.
- Vainqueur du WXV 3 en 2024.